# Pet Rock

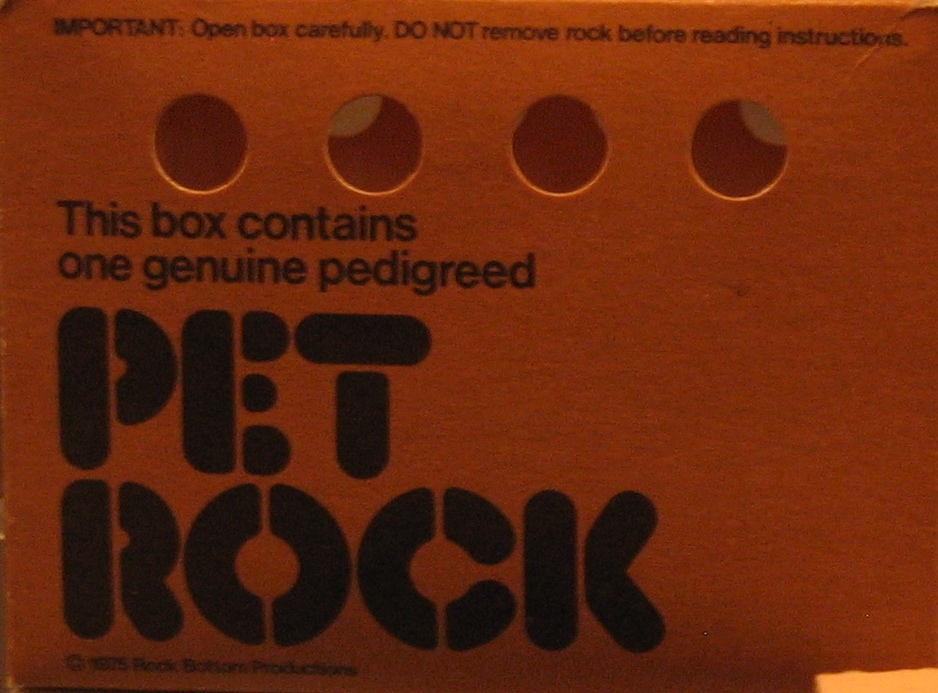
"Pet Carrier" de Pet Rock, que es va doblar com a embalatge

Pet Rock és una joguina de col·lecció fabricada el 1975 per l'executiu publicitari Gary Dahl. Pet Rocks són pedres llises de la platja mexicana de Rosarito. Es comercialitzaven com si fossin animals de companyia i tractades com si fossin vives, en capses de cartó personalitzades, amb forats respiració i palla. La moda va durar uns sis mesos, acabant després d’un petit augment de vendes durant la temporada nadalenca de desembre de 1975. Tot i que el febrer de 1976 se'ls va descomptar a causa de les vendes més baixes, Dahl va vendre més d'un milió de Pet Rocks per 4 dòlars cadascun, i es va convertir en milionari.
Amb els seus diners, Dahl va obrir un bar anomenat "Carry Nations" al centre de Los Gatos, Califòrnia, una referència a Carrie Nation.  Dahl va continuar treballant en publicitat; no obstant això, va evitar entrevistes durant anys, perquè "un grup de wackos" el van assetjar amb plets i amenaces. Dahl va dir el 1988: "De vegades miro enrere i em pregunto si la meva vida hauria estat més senzilla si no ho hagués fet".

## Desenvolupament
L'abril de 1975, en un bar amb un amic, Gary Dahl va escoltar els seus amics queixar-se dels seus animals de companyia; això li va donar la idea de l'animal de companyia perfecte: una roca. Una roca no necessitaria alimentar-se, caminar, banyar-se o arreglar-se, ni morir, emmalaltir ni ser desobedient. Dahl va dir que havien de ser els animals de companyia perfectes i va fer broma al respecte amb els seus amics. No obstant això, Dahl es va prendre seriosament la seva idea i va redactar un manual d'instruccions per a una pedra. El manual estava ple de jocs de paraules i gags que feien referència a la roca com un animal de companyia real.
La despesa més gran de Dahl va ser el troquelat i la fabricació de les caixes. Les roques només costaven un cèntim cada una i la palla era gairebé gratuïta. Per a la primera tirada de fulletons, Dahl tenia un treball d’impressió per a un client i va “enganxar” el fulletó de pet rock al treball principal. Això va provocar que un lot només requerís un tall i un retall, gairebé sense cap cost per a ell.

## Màrqueting

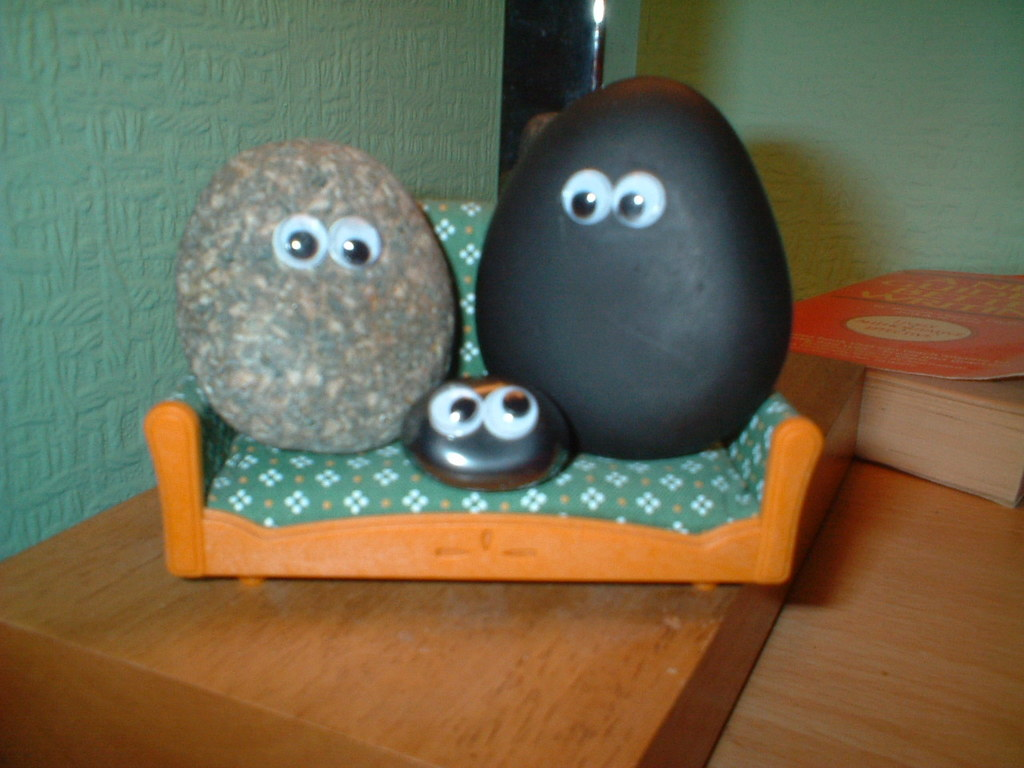
Roques amb ulls apassionats (no incloses amb Pet Rocks)

Es va incloure un manual oficial d’ensinistrament de 32 pàgines titulat The Care and Training of Your Pet Rock, amb instruccions sobre com elevar i cuidar adequadament la nova Pet Rock (en particular, mancades d’instruccions per alimentar-se, banyar-se, etc.). El manual d'instruccions contenia gags, jocs de paraules i acudits, i enumerava diverses ordres que podien ser ensenyades al nou animal de companyia. Tot i que "seure" i "quedar-se quiet" no eren fàcils d'aconseguir, el "girar" normalment requeria una mica d'ajuda addicional per part de l'entrenador. "Vine", "posa't" i "dona la mà" eren gairebé impossible d'ensenyar; no obstant això, "atacar" era bastant senzill (també amb ajuda addicional de la força del propietari).

## Disponibilitat
The Pet Rock va tornar a estar disponible el 3 de setembre de 2012. Actualment, Rosebud Entertainment té els drets de marca comercial dels Estats Units sobre Pet Rock.